# Emmanuel Chabrier
Alexis Emmanuel Chabrier (1841-1894) là nhà soạn nhạc, nghệ sĩ đàn piano, chỉ huy hợp xướng người Pháp.

## Cuộc đời và sự nghiệp
Alexis Emmanuel Chabrier bắt đầu sáng tác khi mới có 8 tuổi, nhưng chỉ đến khi đã trở thành viên chức của Bộ Nội vụ Pháp thì Charbrier mới thực sự đi vào việc học âm nhạc. Khi được nghe vở opera Tristan und Isolde của nhà soạn nhạc người Đức Richard Wagner, Charbrier quyết định thôi nghề công chức để tập trung vào sáng tác âm nhạc. Sau khi đến thăm Tây Ban Nha, ông viết bản rhapsody Espana và tác phẩm đó khiến cho Charbrier trở nên nổi tiếng. Trong các năm 1884-1885, Chabrier trở thành người chỉ huy dàn hợp xướng của Nhà hát Château d'Eau, đồng thời còn là trợ lý của vị nhạc trưởng Charles Lamoureux, dàn dựng vở opera Tristan und Isolda, vở opera đã tạo nên bước ngoặt trong đời của Charbrier. Chabrier trở thành người ngưỡng mộ nhiệt thành của Wagner và tích cực truyển bá âm nhạc của nhà soạn nhạc này.

## Các tác phẩm
Emmanuel Charbrier đã viết:
- 8 tác phẩm sân khấu, nổi bật là

- Opera:

- Gwendoline (1886)
- Bị ép làm vua (1887)

- Operetta

- Ngôi sao (1877)
- Giáo dục không thành công (1879)

- Rhapsody:

- Tây Ban Nha (1883)
- Hành khúc vui tươi (1890)
- Tổ khúc đồng quê (1891)

- Các tác phẩm khác dành cho dàn nhạc giao hưởng.
- Các tiểu phẩm âm nhạc
- Các ca khúc